# Pagten (film fra 2021)
 For alternative betydninger, se Pagten. (Se også artikler, som begynder med Pagten)
Pagten er en dansk film fra 2021 og den blev instrueret af Bille August.

## Medvirkende
- Birthe Neumann som Karen Blixen
- Simon Bennebjerg som Thorkild Bjørnvig
- Nanna Skaarup Voss som Grete Bjørnvig
- Asta Kamma August som Benedicte Jensen
- Anders Heinrichsen som Knud W. Jensen